# 中国人民解放军国防科技大学电子科学学院
中国人民解放军国防科技大学电子科学学院，位于湖南省长沙市开福区德雅路109号，隶属中国人民解放军国防科技大学。

## 沿革
1961年8月，中国人民解放军军事工程学院电子工程系始建。1966年，随着学院改制而改为哈尔滨工程学院电子工程系。1970年3月，该系随学校南迁长沙后改建为长沙工学院电子技术系。1978年中国人民解放军国防科学技术大学成立后，设中国人民解放军国防科学技术大学电子技术系。1986年12月，经中央军委批准，电子技术系兼研究所。1999年10月改建为中国人民解放军国防科学技术大学电子科学与工程学院。
至2017年改革前，学院已设有2个一级学科（信息与通信工程、电子科学与技术）博士点，1个二级学科（军事信息学）博士点、1个二级学科（摄影测量与遥感）硕士点，拥有电子与通信工程领域工程硕士点，并设电子工程、信息工程、通信工程、电子科学与技术、信息与通信工程5个本科专业。其中，信息与通信工程一级学科是国家重点学科，电子科学与技术一级学科是湖南省重点学科。在2012年全国一级学科评估中，信息与通信工程一级学科位居全国第四名。2009年，通信工程专业被评为湖南省特色专业，并且入选国家“卓越工程师教育培养计划”。
2017年改革前，学院下设电子科学与技术系、信息工程系、通信工程系、电子工程研究所、空间电子技术研究所、卫星导航定位技术工程研究中心、精确制导自动目标识别重点实验室、电子信息系统复杂电磁环境效应重点实验室、学员大队。
2017年，在深化国防和军队改革中，调整组建中国人民解放军国防科技大学，下设中国人民解放军国防科技大学电子科学学院。

## 历任领导
中国人民解放军国防科学技术大学电子科学与工程学院
| 院长 - 庄钊文 少将（1999年10月—2006年） - 唐朝京 少将（2007年—2016年） | 政治委员 - 于起龙 少将（？—？） - 乐道斌 少将（2004年6月—？） - 李明 少将（？—2014年） - 段共生 少将（2014年—2017年） |

中国人民解放军国防科技大学电子科学学院
| 院长 - 黎湘（2017年—） | 政治委员 - [[]]（2017年—） |